# Chiesa di Sant'Andrea (Spello)
La chiesa di Sant'Andrea è una chiesa di Spello.

## Storia
Una primitiva chiesa viene menzionata nel 1025 come uno dei possedimenti dei monaci camaldolesi di Monte Silvestro sul monte Subasio. Successivamente ricostruita, nel XIII secolo risultava essere uno dei possedimenti del vescovo di Spoleto Bartolomeo Accoramboni, il quale, nel 1253, la concesse ai frati francescani: è probabile che nello stesso anno iniziarono i lavori di costruzione del convento, ai quali contribuì anche uno dei 74 discepoli di san Francesco, il beato Andrea Caccioli, primo cappellano del convento.
La concessione ai frati venne ufficializzata l'anno successivo da papa Innocenzo IV e confermata successivamente, nel 1256, da papa Alessandro IV, il quale riconobbe anche un'indulgenza di cento giorni per chiunque visitasse la chiesa nei giorni delle feste di san Francesco, santa Chiara e sant'Antonio. Nel 1258 il papa concesse un'ulteriore indulgenza di cento giorni per chiunque contribuisse economicamente ai lavori di ristrutturazione dato lo stato di povertà dei frati.
La chiesa venne ampliata nel XVII, nel XVIII e all'inizio del XX secolo: nel 1913 fu decorata in stile neogotico.

## Descrizione
La facciata ha perso il suo aspetto originario a causa dei continui lavori di rifacimento: si conserva un portale in stile romanico con doppia ghiera e decorato con un motivo a treccia; in origine aveva un rosone, rimosso per far spazio ad una finestra, aperta nel XVI secolo.

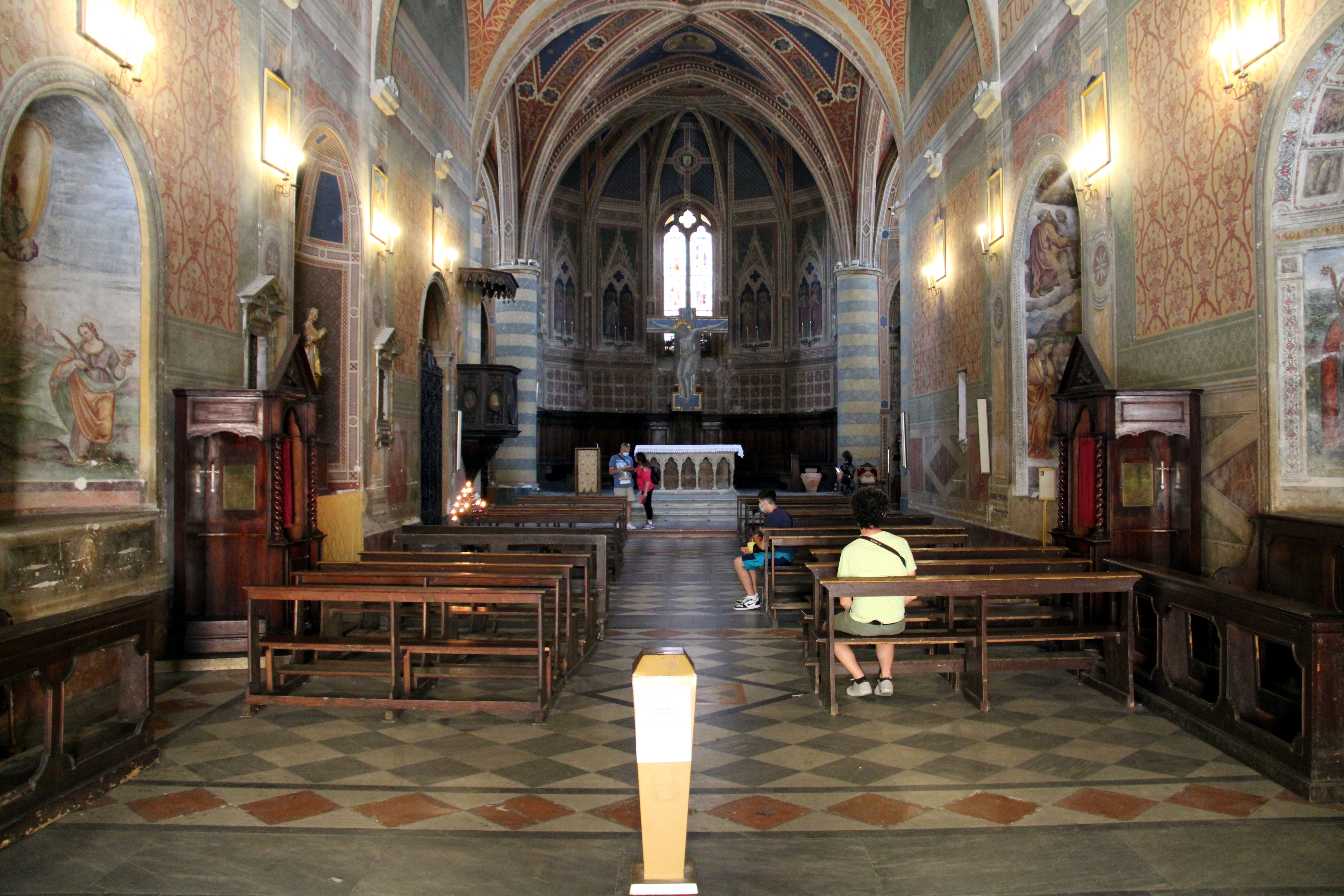
Interno

Internamente, la chiesa, è a pianta a croce latina, a unica navata, con volta a crociera, eccetto la prima campata con volta e botte. Superato l'ingresso, la controfacciata è sormontata dalla cantoria con organo del XVIII secolo: sulla parete sinistra della controfacciata è posta un'edicola in marmo della bottega di Rocco di Tommaso da Vicenza del XVI secolo e sulla parete sinistra un'altra edicola in marmo dello stesso periodo e una statua lignea di San Francesco.
Lungo la parete sinistra sono presenti tre cappelle. La prima è la cappella del Battistero o del Salvatore e presenta affreschi di scuola folignate risalenti al XV secolo: sulla parete di fondo Ecce homo, Annunciazione, Trinità con i santi Caterina, Francesco, Giovanni Battista, Andrea e Nicola, sulla parete di sinistra San Pietro e San Paolo, su quella di destra Madonna col Bambino e San Girolamo penitente, mentre nella volta Agnello mistico. La seconda è la cappella del Beato Andrea: sull'altare statua del XVI secolo raffigurante l'Immacolata concezione. Le pareti sono affrescate da un seguace di Ascensidonio Spacca con Madonna col Bambino, Santa Caterina d'Alessandria e Santa Lucia del XVI secolo e nella volta l'affresco di Sant'Agostino, del XV secolo, opera della bottega dei Mazzaforte. L'ultima è la cappella del Sacramento, la quale, nelle lunette, ospita tele realizzate nel 1911 da Benvenuto Crispoldi: David riceve da Achimelech i pani sacri dell'offerta, Ultima Cena e La manna nel deserto. Tra la cappella del Beato Andrea e quella del Sacramento è posto un pulpito ligneo del XVI secolo.
Lungo la parete destra sono presenti due cappelle: la prima conserva l'affresco Madonna col Bambino, Sant'Anna, San Rocco e San Nicola, attribuito a Tommaso Corbo, del 1532, mentre nella seconda cappella è l'affresco San Gioacchino incontra Sant'Anna, attribuito a Dono Doni, del 1565. In una nicchia, sulla parete della vecchia chiesa, si trovano i resti di un affresco, Madonna col Bambino, del XIV secolo, di un ignoto pittore spoletino.

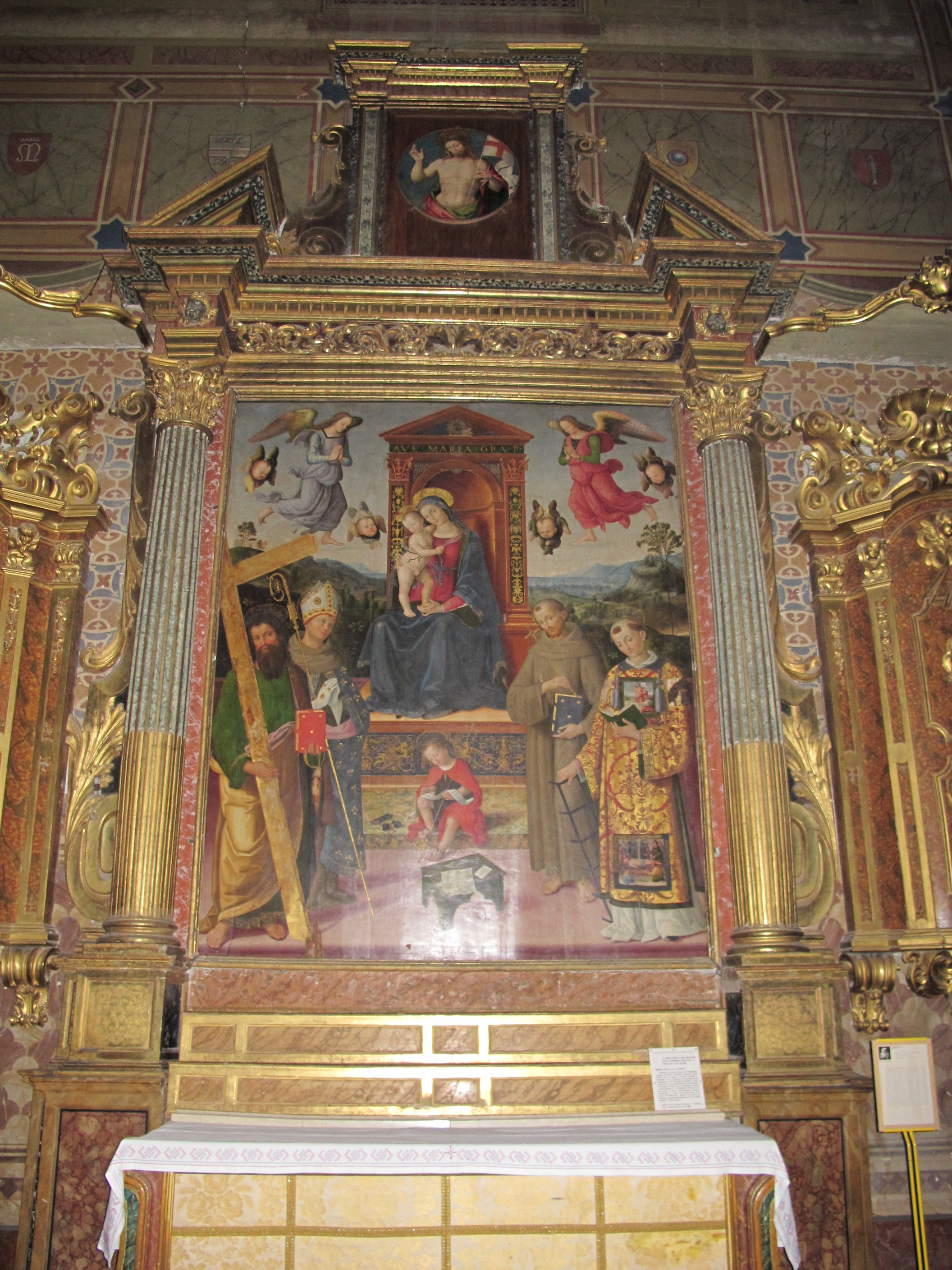
Altare con Madonna in trono e santi di Pinturicchio

Nella parte sinistra del transetto è posto l'altare del beato Andrea Caccioli, sotto al quale si conserva l'urna con una reliquia del corpo del beato e sopra una tela di Cesare Sermei del 1610 raffigurante il Miracolo del Beato Andrea Caccioli in Reggio Emilia; sulla cimasa la tela ritraente la Beata Veronica Giuliani del XVII secolo. Sulla sinistra, durante i lavori di restauro svolti all'inizio del XX secolo, furono ritrovati e rimossi due affreschi, entrambi del XIV secolo: Madonna con il Bambino in trono, due angeli, Sant'Antonio abate, San Giacomo pellegrino e due committenti, attribuito al Maestro di Santa Giuliana, e Madonna con Bambino, due angeli e committente, dipinto da un pittore della cerchia di Cola Petruccioli. Segue la cappella di San Francesco con statua lignea del santo, risalente al XVII secolo.
Nella parte destra del transetto la cappella di Sant'Antonio con pala in legno Estasi di Sant'Antonio del XVII secolo e sotto Beato francescano, del 1662 e dipinto da un seguace di Giovanni Battista Pacetti. Segue l'altare con la pala Madonna in trono e santi, opera del Pinturicchio con gli aiuti di Eusebio da San Giorgio e Giovanni di Francesco; ai lati armadi reliquiario in legno dorato della fine del XVII secolo.
L'abside è di forma poligonale: l'altare maggiore è del XIV secolo ed è caratterizzato da colonne tortili in stile gotico. Alle sue spalle un Crocifisso dipinto a tempera, realizzato nello stesso periodo dell'altare da un ignoto pittore umbro, seguace di Giotto. Il coro è in legno intagliato e risale al XVII secolo, mentre la vetrata è dell'inizio del XX secolo con raffigurazione della Madonna con Bambino e santi. Gli affreschi, del 1913, sono opera di Benvenuto Crispoldi e ritraggono i Dodici Apostoli.
Alle spalle della chiesa, in un'area adibita a parcheggio, sono stati riportati alla luce alcuni terrazzamenti in opera quadrata che sostenevano gli edifici dell'antico foro romano.